# هاینکل هائی ۵۰
هاینکل هائی ۵۰ (به آلمانی: Heinkel He 50) یک هواگرد دوباله تک‌موتوره دو سرنشین ساخت شرکت هاینکل در آلمان بود. این هواگرد به سفارش نیروی دریایی امپراتوری ژاپن طراحی شد و برای نخستین بار سال ۱۹۳۱ به پرواز درآمد. هائی ۵۰ از سال ۱۹۳۵ به عنوان بمب‌افکن شیرجه‌ای در لوفت‌وافه خدمت کرد و کاربرد اندکی هم در جنگ جهانی دوم داشت.

## طراحی و استفاده
شرکت هاینکل هواگرد دوباله دو سرنشین هائی ۵۰ را به عنوان یک بمب‌افکن شیرجه‌ای و هواگرد شناسایی سال ۱۹۳۱ به سفارش نیروی دریایی امپراتوری ژاپن طراحی کرد. هواگرد آب‌نشین هائی ۵۰آوه (aW) همان سال به پرواز درآمد. متعاقباً گونه خشکی‌پایه آن با نام هائی ۵۰آاِل (aL) با یک موتور شعاعی بریستول ژوپیتر ۶ پدید آمد. هائی ۵۰ سال ۱۹۳۲ به وزارت دفاع آلمان عرضه شد. لوفت‌وافه این هواگرد را به عنوان بمب‌افکن شیرجه‌ای آزمایش کرد و به با نام هائی ۵۰اِل (بعدا هائی ۵۰آ) به خدمت پذیرفت. در نقش بمب‌افکن شیرجه‌ای جایگاه دوم پوشانده و یک مسلسل ام‌گه ۱۷ جلوی هواگرد نصب شد. با این وجود همچنان امکان استفاده از آن به عنوان هواگرد شناسایی دو سرنشین با جایگاه پشتی برای یک دیده‌بان و یک مسلسل متحرک ام‌گه ۱۵ برای او، وجود داشت.
مدل هائی ۵۰ب که هائی ۶۶ نیز نامیده می‌شود، گونه صادراتی به امپراتوری ژاپن بود. مدل‌های هائی ۶۶آش (aCh) و هائی ۶۶ب‌ش (bCh) به چین فروخته شدند.
مجموعاً حدود ۹۰ فروند از هواگرد هائی ۵۰ تولید شد.
هائی ۵۰آ از سال ۱۹۳۳، در ابتدا برای آموزش، تحویل لوفت‌وافه شد. این هواگردها سال ۱۹۳۵ نخستین یگان بمب‌افکن شیرجه‌ای لوفت‌وافه، گروه هوایی شْوِرین بعداً گروه ۱ جناح ۱۶۲ بمب‌افکن شیرجه‌ای، را تشکیل دادند. مدتی بعد ۹ اسکادران به آن‌ها مجهز شدند. با پدیداری گونه‌های جدیدتر هااس ۱۲۳ و یو ۸۷، هواگردهای هائی ۵۰ کنار رفتند.
بهار سال ۱۹۴۳ هواگردهای هائی ۵۰ از دانشکده‌های آموزشی گردآوری و به جبهه شرقی فرستاده شدند تا در اسکادران‌های ۱ و ۲ گروه رزم شبانه ۱۱ استفاده شوند. این هواگردها تا ماه سپتامبر سال ۱۹۴۴ در حال عملیات بودند تا این که کمبود قطعات یدکی آن‌ها را زمین‌گیر کرد.

## مشخصات فنی
هائی ۵۰آ:
مشخصات عمومی
- خدمه: ۲ نفر
- طول: ۹٫۶ متر
- طول بال: ۱۱٫۵ متر
- مساحت بال: ۳۴٫۸ متر مربع
- ارتفاع: ۴٫۴ متر
- وزن خالی: ۱٬۶۰۰ کیلوگرم
- وزن بارگذاری‌شده: ۲٬۶۲۰ کیلوگرم

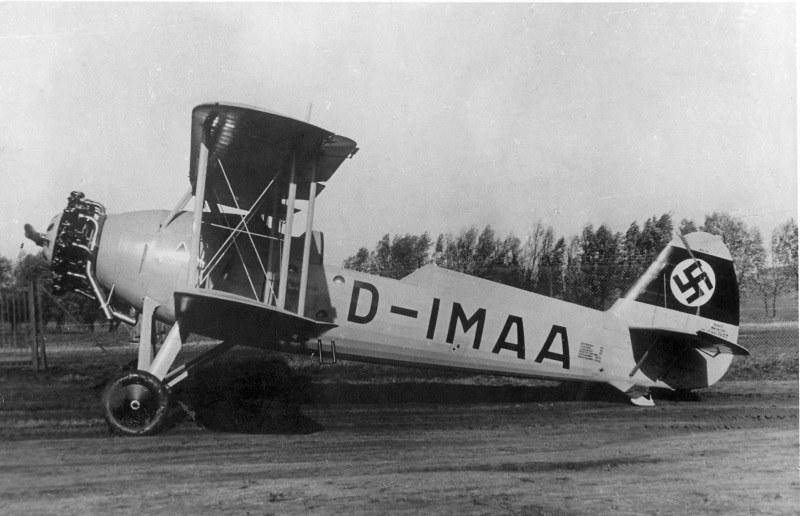

- نیرومحرکه: ۱ × موتور شعاعی پیستونی ۹ سیلندر برامو ۳۲۲ب: ۶۵۰ اسب بخار (۴۸۵ کیلووات)

عملکرد
- حداکثر سرعت: ۲۳۵ کیلومتر بر ساعت
- سقف پرواز: ۶٬۴۰۰ متر
- برد: ۶۰۰ کیلومتر

تسلیحات
- ۱ × مسلسل متحرک ۷٫۹۲ میلی‌متری ام‌گه ۱۵ در جایگاه دیده‌بان
- ۲۵۰ کیلوگرم بمب